# Nel blu, dipinto di blu
Nel blu, dipinto di blu, популарно позната као Volare је песма коју је оригинално снимио италијански кантаутор Доменико Модуњо. Објављена је као сингл 1. фебруара 1958. године.
На Првој годишњој додели Греми награда, Модуњова песма је постала први икада добитник Гремија и за плочу године и за песму године.
Победом на осмом музичком фестивалу у Санрему, песма је изабрана за италијанску пријаву на Песму Евровизије 1958. године, где је заузела треће место од укупно десет песама
Франко Миљачи је почео да ради на тексту песме у јуну 1957. године, инспирисан двема сликама Марка Шагала. Тако је почео да пише песму о човеку који сања да се офарба у плаво и да може да лети. 

## Комерцијални успех
Песма је одмах постала успешна у Италији, продавши се у више од 20.000 примерака у првих 12 дана.  Након резултата добијених у Италији, песма је такође објављена у Сједињеним Државама и остатку Европе и сингл је стекао глобално признање, поставши међународни хит.
Популарност песме траје, а 2004. године, према Италијанском друштву аутора и издавача, била је најслушанија италијанска песма у Италији, али и у целом свету.
Током прве доделе Греми награда, одржане 4. маја 1959. у холивудском хотелу Беверли Хилтон, песма је добила две награде: за плочу године и за песму године. Песма је једина композиција на страном језику која је добила ову част, и једина је која се такмичила на Евровизији а да је добила награду Греми.
У Италији је 2008. године 50. годишњица песме прослављена пуштањем у продају поштанске марке на којој је приказан човек који лети на плавој позадини.   Током Међународног фестивала песме Виња дел Мар 2010. године, песма, коју је извела италијанска певачица Симона Галеандро, такође је проглашена за најпопуларнију песму 20. века, победивши на међународном такмичењу.
Постоји више од 100 различитих обрада  песме широм света, укључујући преко 30 у Француској и 15 у Сједињеним Државама. Дин Мартин је снимио верзију у којој се мењају оригинални италијански текстови и енглески текстови које је прилагодио Мичел Периш.